# Publio Cornelio Dolabela (cónsul 10)

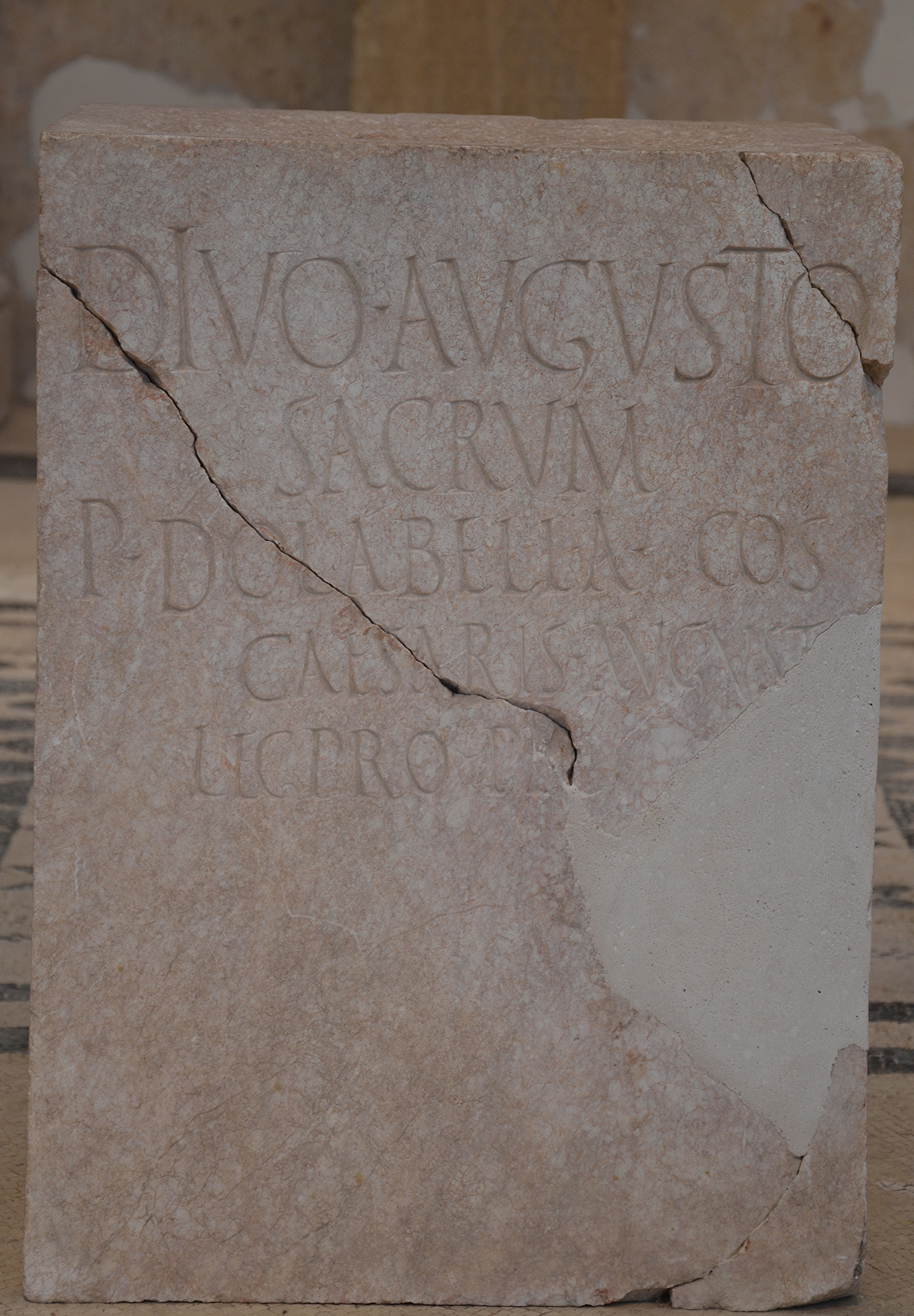
Inscripción votiva procedente de la antigua Narona (Vid, Croacia), en la que se honra al divino Augusto por parte de Publio Cornelio Dolabella, excónsul y gobernador de Dalamatia hacia 20

Publio Cornelio Dolabela (en latín, Publius Cornelius Dolabella) fue cónsul del Imperio romano en el año 10, bajo el emperador César Augusto. Era hijo de Publio Cornelio Dolabela y Quintilia, hermana del general y político Publio Quintilio Varo.
Hacia 20, bajo Tiberio, fue gobernador de Dalmacia y su carrera culminó como procónsul de la provincia senatorial África.
Dolabela destacó por haber reconstruido el arco de Dolabella, que quizás tuviera antes el nombre de puerta Celimontana, en Roma durante su consulado, junto con el segundo cónsul, Gayo Junio Silano, arco que sería usado por Nerón en su acueducto de Roma a la colina de Celio.
Su hijo fue Publio Cornelio Dolabela, consul suffectus en 55, bajo Nerón.